# Uncial ciríl·lic

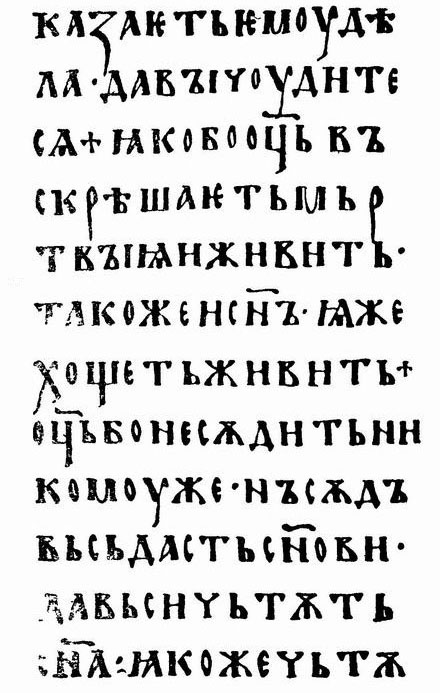
Pàgina de l'Evangeliari d'Ostromir en uncial ciríl·lic.

L'escriptura uncial ciríl·lica o ustav (устав en rus) és un estil de l'alfabet ciríl·lic desenvolupat al segle xi a base del model uncial grec. Les lletres, totes majúscules, són de proporció pràcticament quadrada.